# Berberys bukszpanolistny
Berberys bukszpanolistny (Berberis microphylla G.Forst.) – gatunek zimozielonego krzewu o skórzastych listkach. Rośnie w Patagonii, na południu Argentyny i Chile. Zwyczajowa nazwa lokalna to Calafate.

## Morfologia
Krzew osiągający wysokość do 1,5 metra. Gałązki dzielą się na odcinki, każdy zakończony trzema ostrymi kolcami. Ma dużą liczbę drobnych, żółtych kwiatków. Pojedyncze owoce koloru granatowego.

## Zastosowanie
Owoce są jadalne. Robi się z nich dżem, a z gałązek pozyskuje czerwony barwnik. Ponadto jest uprawiany jako bonsai i jako krzew na żywopłoty.